# Städtepartnerschaft zwischen Ludwigsburg und Montbéliard
Die Städtepartnerschaft zwischen Ludwigsburg und Montbéliard entstand in den 1950er Jahren und wurde am 6. Mai 1962 offiziell beurkundet.

## Geschichte
Am 2. Juli 1948 gründeten unter anderem Carlo Schmid und Theodor Heuss das Deutsch-Französische Institut in Ludwigsburg. Dieses Institut stellt seitdem eine enge Vernetzung mit Trägern der deutsch-französischen Zusammenarbeit her.
Die Initiative zur Städtepartnerschaft zwischen Ludwigsburg und Montbéliard ging von Montbéliards Bürgermeister Lucien Tharradin aus, der selbst im KZ Buchenwald inhaftiert war. Im Juni 1950 äußerte er auf der dritten deutsch-französischen Bürgermeisterkonferenz den Wunsch nach einer „Städtepartnerschaft“ mit einer Stadt in Deutschland, um Austauschprogramme von Schülern, Studenten, Arbeitern, Lehrlingen und Verwaltungsmitarbeitern zu fördern. Ziel war auch, dass die Familien der jeweiligen Städte Kontakt zueinander herstellen und Vorurteile abgebaut werden.

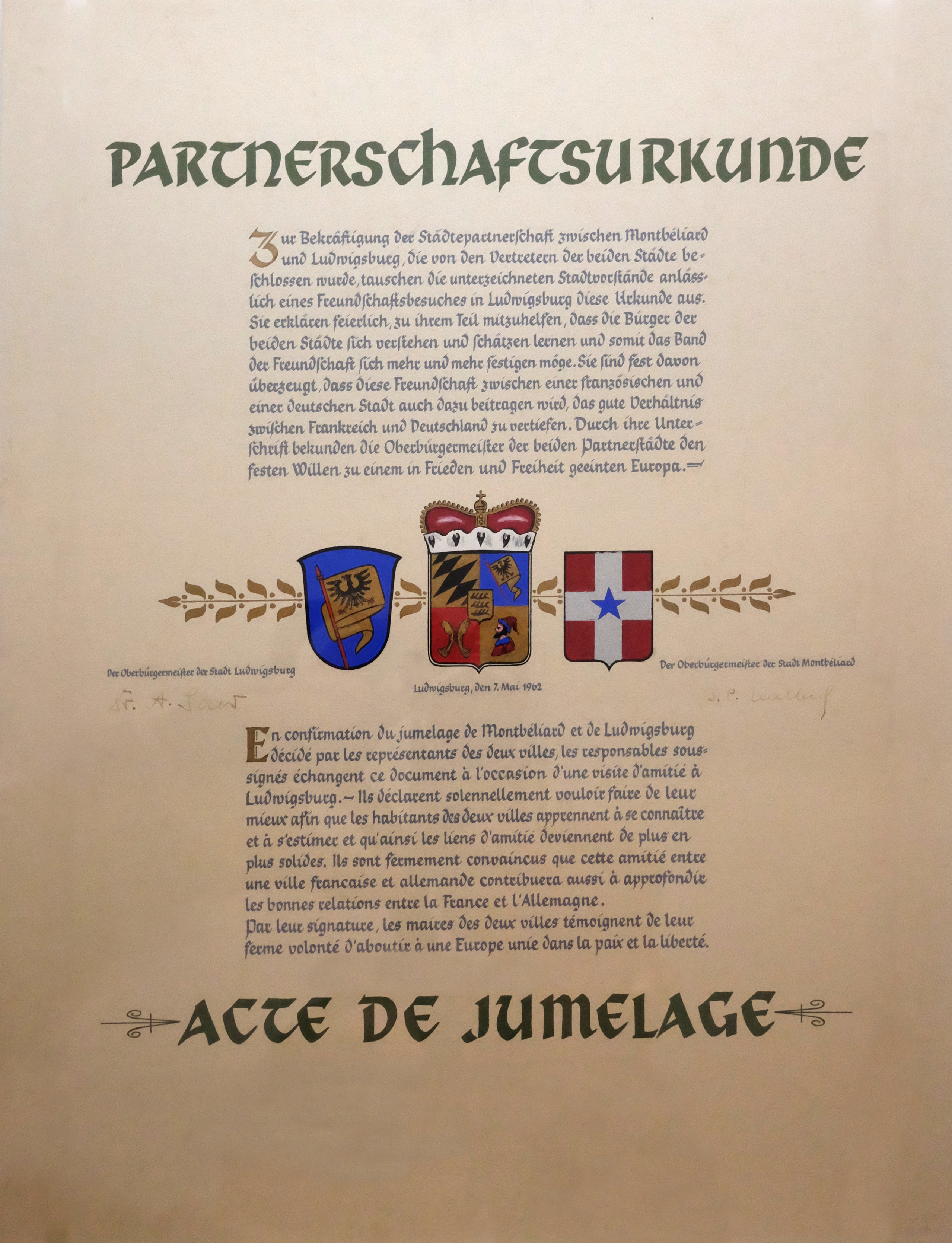
Die Partnerschaftsurkunde der beiden Städte ausgestellt im Ludwigsburg Museum.

Am 25. August 1950 stimmten die Gemeinderäte zu. Im Herbst 1950 wurde ein erster mündlicher Städtepartnerschaftsvertrag zwischen Ludwigsburg und Montbéliard geschlossen. Am 6. Mai 1962 wurde durch die Bürgermeister Anton Sauer und Jean-Pierre Tuefferd die Städtepartnerschaftsurkunde unterzeichnet.
Heute noch finden zwischen beiden Städten jährlich Treffen, Konferenzen, Sportveranstaltungen, Schüleraustausche oder gemeinsame Reisen statt. Die Partnerschaftsurkunde wurde 2010 zum 60-jährigen Jubiläum der Städtepartnerschaft von den amtierenden Bürgermeistern Werner Spec und Jacques Helias erneut unterschrieben.
Die beiden Städte wurden für ihre Städtefreundschaft mit dem Adenauer-de-Gaulle-Preis ausgezeichnet.